# Ашрафи, Али Реза
Али Реза Ашрафи (перс. علیرضا اشرفی‎, 1964 — 2023) — иранский математик, работавший в области вычислительной теории групп и математической химии. Ашрафи был профессором кафедры чистой математики Кашанского университета и вице-президентом Международной академии математической химии.

## Смерть
Ашрафи погиб 9 января 2023 года в автокатастрофе по дороге домой в Кашане.